# Liste von Dieselmotoren für militärische Rad- und Kettenfahrzeuge der MTU Friedrichshafen
Die Liste von Dieselmotoren für militärische Rad- und Kettenfahrzeuge der MTU Friedrichshafen gibt einen Überblick der Dieselmotoren für militärisch genutzte Fahrzeuge des Herstellers MTU Friedrichshafen. Die Liste erhebt keinen Anspruch auf Vollständigkeit und befindet sich auf dem Stand von Mai 2015.

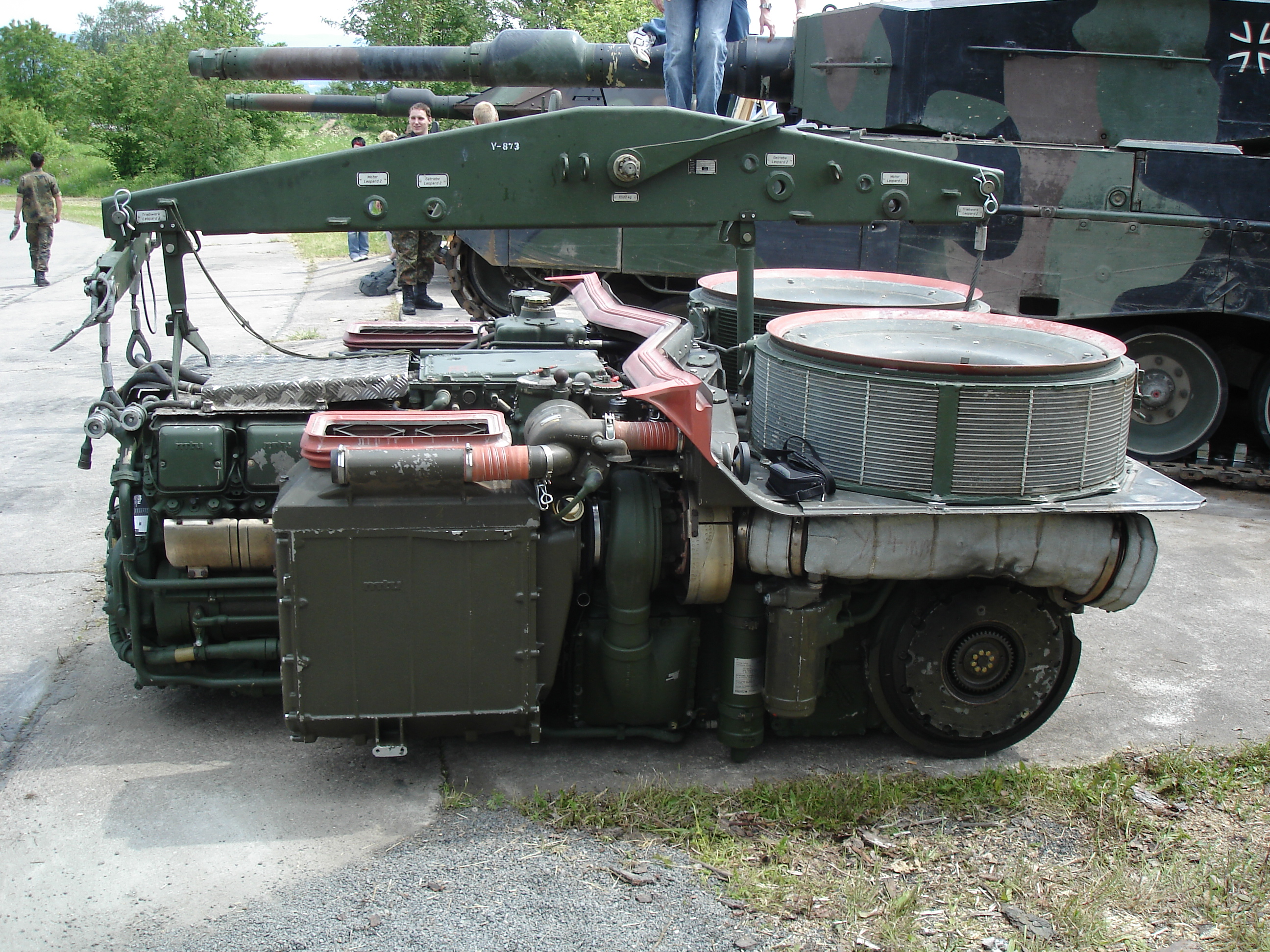
MTU-PowerPack vom Typ MB 873 Ka-501 mit Ladeluftkühlung und zwei Turboladern auf der Basis eines V12-Viertakt-Dieselmotors mit einer Leistung von 1100 kW (1500 PS)

## Dieselmotoren für militärische Rad- und Kettenfahrzeuge

### Motoren für leichte und mittelschwere Fahrzeuge
| Liste von Dieselmotoren für leichte und mittelschwere militärische Rad- und Kettenfahrzeuge | Liste von Dieselmotoren für leichte und mittelschwere militärische Rad- und Kettenfahrzeuge | Liste von Dieselmotoren für leichte und mittelschwere militärische Rad- und Kettenfahrzeuge | Liste von Dieselmotoren für leichte und mittelschwere militärische Rad- und Kettenfahrzeuge | Liste von Dieselmotoren für leichte und mittelschwere militärische Rad- und Kettenfahrzeuge | Liste von Dieselmotoren für leichte und mittelschwere militärische Rad- und Kettenfahrzeuge | Liste von Dieselmotoren für leichte und mittelschwere militärische Rad- und Kettenfahrzeuge | Liste von Dieselmotoren für leichte und mittelschwere militärische Rad- und Kettenfahrzeuge | Liste von Dieselmotoren für leichte und mittelschwere militärische Rad- und Kettenfahrzeuge |
| Motortyp | Nennleistung max.                                                                           | Drehzahl max.                                                                               | Maße L × B × H                                                                              | Masse (trocken)                                                                             | Bohrung/Hub                                                                                 | Zylinder/ Hubvolumen                                                                        | Gesamthubraum                                                                               | Bemerkung                                                                                   |
| --- | ------------------------------------------------------------------------------------------- | ------------------------------------------------------------------------------------------- | ------------------------------------------------------------------------------------------- | ------------------------------------------------------------------------------------------- | ------------------------------------------------------------------------------------------- | ------------------------------------------------------------------------------------------- | ------------------------------------------------------------------------------------------- | ------------------------------------------------------------------------------------------- |
| 4R 106 TD20 | 0075 kW (100 PS)                                                                            | 2300/min                                                                                    | 808 × 606 × 809 mm                                                                          | 385 kg                                                                                      | 102/130 mm                                                                                  | 04 Zyl./1,06 l                                                                              | 4,4 l                                                                                       | Euro 2                                                                                      |
| 4R 106 TD20 | 0090 kW (120 PS)                                                                            | 2200/min                                                                                    | 808 × 606 × 809 mm                                                                          | 385 kg                                                                                      | 102/130 mm                                                                                  | 04 Zyl./1,06 l                                                                              | 4,4 l                                                                                       | Euro 3                                                                                      |
| 4R 106 TD20 | 0090 kW (120 PS)                                                                            | 2300/min                                                                                    | 808 × 606 × 809 mm                                                                          | 385 kg                                                                                      | 102/130 mm                                                                                  | 04 Zyl./1,06 l                                                                              | 4,4 l                                                                                       | Euro 2                                                                                      |
| 4R 106 TD20 | 0110 kW (150 PS)                                                                            | 2200/min                                                                                    | 808 × 606 × 809 mm                                                                          | 385 kg                                                                                      | 102/130 mm                                                                                  | 04 Zyl./1,06 l                                                                              | 4,4 l                                                                                       | Euro 3                                                                                      |
| 4R 106 TD20 | 0125 kW (170 PS)                                                                            | 2300/min                                                                                    | 808 × 606 × 809 mm                                                                          | 385 kg                                                                                      | 102/130 mm                                                                                  | 04 Zyl./1,06 l                                                                              | 4,4 l                                                                                       | Euro 2                                                                                      |
| 4R 106 TD20 | 0130 kW (175 PS)                                                                            | 2200/min                                                                                    | 808 × 606 × 809 mm                                                                          | 385 kg                                                                                      | 102/130 mm                                                                                  | 04 Zyl./1,06 l                                                                              | 4,4 l                                                                                       | Euro 3                                                                                      |
| 4R 106 TD21 | 0160 kW (215 PS)                                                                            | 2200/min                                                                                    | 808 × 606 × 809 mm                                                                          | 385 kg                                                                                      | 106/136 mm                                                                                  | 04 Zyl./1,20 l                                                                              | 4,8 l                                                                                       | Euro 3                                                                                      |
| 4R 890 | 0410 kW (560 PS)                                                                            | 4250/min                                                                                    | 892 × 455 × 740 mm                                                                          | 450 kg                                                                                      | 115/107 mm                                                                                  | 04 Zyl./1,11 l                                                                              | 4,4 l                                                                                       |                                                                                             |
| 5R 890 | 0512 kW (600 PS)                                                                            | 4250/min                                                                                    | 1047 × 480 × 740 mm                                                                         | 520 kg                                                                                      | 115/107 mm                                                                                  | 05 Zyl./1,11 l                                                                              | 5,5 l                                                                                       |                                                                                             |
| 6R 106 TD20 | 0170 kW (230 PS)                                                                            | 2200/min                                                                                    | 1053 × 666 × 898 mm                                                                         | 530 kg                                                                                      | 102/130 mm                                                                                  | 06 Zyl./1,06 l                                                                              | 6,4 l                                                                                       | Euro 3                                                                                      |
| 6R 106 TD20 | 0170 kW (230 PS)                                                                            | 2300/min                                                                                    | 1053 × 666 × 898 mm                                                                         | 530 kg                                                                                      | 102/130 mm                                                                                  | 06 Zyl./1,06 l                                                                              | 6,4 l                                                                                       | Euro 2                                                                                      |
| 6R 106 TD20 | 0205 kW (280 PS)                                                                            | 2200/min                                                                                    | 1053 × 666 × 898 mm                                                                         | 530 kg                                                                                      | 102/130 mm                                                                                  | 06 Zyl./1,06 l                                                                              | 6,4 l                                                                                       | Euro 3                                                                                      |
| 6R 106 TD20 | 0205 kW (280 PS)                                                                            | 2300/min                                                                                    | 1053 × 666 × 898 mm                                                                         | 530 kg                                                                                      | 102/130 mm                                                                                  | 06 Zyl./1,06 l                                                                              | 6,4 l                                                                                       | Euro 3                                                                                      |
| 6R 106 TD21 | 0240 kW (326 PS)                                                                            | 2200/min                                                                                    | 1053 × 666 × 898 mm                                                                         | 530 kg                                                                                      | 106/136 mm                                                                                  | 06 Zyl./1,20 l                                                                              | 7,2 l                                                                                       | Euro 3                                                                                      |
| 6R 890 | 0615 kW (835 PS)                                                                            | 4250/min                                                                                    | 1300 × 511 × 825 mm                                                                         | 760 kg                                                                                      | 115/107 mm                                                                                  | 06 Zyl./1,11 l                                                                              | 6,6 l                                                                                       |                                                                                             |
| 6V 183 | 0220 kW (300 PS)                                                                            | n. v.                                                                                       | n. v.                                                                                       | n. v.                                                                                       | n. v.                                                                                       | 06 Zyl.                                                                                     | n. v.                                                                                       |                                                                                             |
| 6V 199 TE20 | 0260 kW (350 PS)                                                                            | 2100/min                                                                                    | 1097 × 950 × 963 mm                                                                         | 920 kg                                                                                      | 130/150 mm                                                                                  | 06 Zyl./1,99 l                                                                              | 11,9 l                                                                                      | Euro 3                                                                                      |
| 6V 199 TE20 | 0330 kW (450 PS)                                                                            | 2300/min                                                                                    | 1097 × 950 × 963 mm                                                                         | 920 kg                                                                                      | 130/150 mm                                                                                  | 06 Zyl./1,99 l                                                                              | 11,9 l                                                                                      | Euro 3                                                                                      |
| 6V 199 TE20 | 0450 kW (610 PS)                                                                            | 2400/min                                                                                    | 1097 × 950 × 963 mm                                                                         | 920 kg                                                                                      | 130/150 mm                                                                                  | 06 Zyl./1,99 l                                                                              | 11,9 l                                                                                      | Euro 3                                                                                      |
| 6V 199 TE21 | 0430 kW (550 PS)                                                                            | 2300/min                                                                                    | 1097 × 950 × 963 mm                                                                         | 920 kg                                                                                      | 130/150 mm                                                                                  | 06 Zyl./1,99 l                                                                              | 11,9 l                                                                                      | Euro 3                                                                                      |
| 6V 890 | 0550 kW (750 PS)                                                                            | 4250/min                                                                                    | 832 × 700 × 760 mm                                                                          | 610 kg                                                                                      | 115/107 mm                                                                                  | 06 Zyl./1,11 l                                                                              | 6,6 l                                                                                       |                                                                                             |
| 8V 199 TE20 | 0530 kW (720 PS)                                                                            | 2300/min                                                                                    | 1158 × 1030 × 950 mm                                                                        | 1135 kg                                                                                     | 130/150 mm                                                                                  | 08 Zyl./1,99 l                                                                              | 15,9 l                                                                                      | Euro 2                                                                                      |
| 8V 199 TE20 | 0530 kW (720 PS)                                                                            | 2300/min                                                                                    | 1158 × 1030 × 950 mm                                                                        | 1135 kg                                                                                     | 130/150 mm                                                                                  | 08 Zyl./1,99 l                                                                              | 15,9 l                                                                                      | Euro 3                                                                                      |
| 8V 199 TE20 | 0560 kW (762 PS)                                                                            | 2300/min                                                                                    | 1158 × 1030 × 950 mm                                                                        | 1135 kg                                                                                     | 130/150 mm                                                                                  | 08 Zyl./1,99 l                                                                              | 15,9 l                                                                                      | Euro 3                                                                                      |
| 8V 199 TE20 | 0600 kW (815 PS)                                                                            | 2300/min                                                                                    | 1158 × 1030 × 950 mm                                                                        | 1135 kg                                                                                     | 130/150 mm                                                                                  | 08 Zyl./1,99 l                                                                              | 15,9 l                                                                                      | Euro 2                                                                                      |
| 8V 890 | 0736 kW (1000 PS)                                                                           | 4250/min                                                                                    | 1078 × 700 × 760 mm                                                                         | 830 kg                                                                                      | 109/107 mm                                                                                  | 08 Zyl./1,00 l                                                                              | 8,0 l                                                                                       |                                                                                             |
| 10V 890 | 0800 kW (1088 PS)                                                                           | 3800/min                                                                                    | 1090 × 700 × 686 mm                                                                         | 980 kg                                                                                      | 115/107 mm                                                                                  | 10 Zyl./1,11 l                                                                              | 11,1 l                                                                                      |                                                                                             |
| 12V 890 | 1100 kW (1500 PS)                                                                           | 4250/min                                                                                    | n. v.                                                                                       | n. v.                                                                                       | 109/107 mm                                                                                  | 12 Zyl./1,00 l                                                                              | 12,0 l                                                                                      |                                                                                             |
| Testumgebung: Ansauglufttemperatur: 25 °C, Ladelufttemperatur: 60 °C, Meter über Normalhöhennull: 100 m, Blockierte Leistung max. nach ISO 1585. Anmerkung: n. v. = Daten derzeit nicht verfügbar. kW/PS-Angaben gerundet. |                                                                                             |                                                                                             |                                                                                             |                                                                                             |                                                                                             |                                                                                             |                                                                                             |                                                                                             |

### Motoren für schwere Fahrzeuge
| Liste von Dieselmotoren für schwere militärische Rad- und Kettenfahrzeuge | Liste von Dieselmotoren für schwere militärische Rad- und Kettenfahrzeuge | Liste von Dieselmotoren für schwere militärische Rad- und Kettenfahrzeuge | Liste von Dieselmotoren für schwere militärische Rad- und Kettenfahrzeuge | Liste von Dieselmotoren für schwere militärische Rad- und Kettenfahrzeuge | Liste von Dieselmotoren für schwere militärische Rad- und Kettenfahrzeuge | Liste von Dieselmotoren für schwere militärische Rad- und Kettenfahrzeuge | Liste von Dieselmotoren für schwere militärische Rad- und Kettenfahrzeuge | Liste von Dieselmotoren für schwere militärische Rad- und Kettenfahrzeuge |
| Motortyp | Nennleistung kW (PS)                                                      | Drehzahl min−1                                                            | Maße L × B × H mm                                                         | Masse kg (trocken)                                                        | Bohrung/Hub mm                                                            | Hubraum je Zyl.                                                           | Zylinder/ Hubraum                                                         | Bemerkung                                                                 |
| --- | ------------------------------------------------------------------------- | ------------------------------------------------------------------------- | ------------------------------------------------------------------------- | ------------------------------------------------------------------------- | ------------------------------------------------------------------------- | ------------------------------------------------------------------------- | ------------------------------------------------------------------------- | ------------------------------------------------------------------------- |
| MB 833 Aa-501 | 0330 (0450)                                                               | 2340                                                                      | 1190 × 1050 × 9640                                                        | 1100                                                                      | 170/175                                                                   | 3,97 l                                                                    | 06V / 23,8 l                                                              | [ 3 ]                                                                     |
| MB 833 Ea-500 | 0440 (0600)                                                               | 2200                                                                      | 1255 × 1257 × 1053                                                        | 1250                                                                      | 165/175                                                                   | 3,74 l                                                                    | 06V / 22,4 l                                                              | , Marder                                                                  |
| MB 833 Ka-500 | 0530 (0720)                                                               | 2400                                                                      | 1252 × 1050 × 9650                                                        | 1450                                                                      | 165/175                                                                   | 3,74 l                                                                    | 06V / 22,4 l                                                              | [ 3 ]                                                                     |
| MB 833 Ka-501 | 0625 (0850)                                                               | 2400                                                                      | 1252 × 1050 × 9650                                                        | 1450                                                                      | 170/175                                                                   | 3,97 l                                                                    | 06V / 23,8 l                                                              | [ 3 ]                                                                     |
| MB 837 A | 0485 (0660)                                                               | 2200                                                                      | n. v.                                                                     | n. v.                                                                     | n. v.                                                                     | n. v.                                                                     | 08V / n. v.                                                               | [ 5 ]                                                                     |
| MB 837 Aa-500 | 0370 (0500)                                                               | 2200                                                                      | 1255 × 1050 × 9640                                                        | 1525                                                                      | 165/175                                                                   | 03,74 l                                                                   | 08V / 29,9 l                                                              | Leopard 1 (Prototyp), Jaguar                                              |
| MB 837 Ba-500 | 0485 (0660)                                                               | 2200                                                                      | 1340 × 1050 × 1096                                                        | 1550                                                                      | 165/175                                                                   | 03,74 l                                                                   | 08V / 29,9 l                                                              | [ 3 ] [ 6 ]                                                               |
| MB 837 Ea-500 | 0550 (0750)                                                               | 2200                                                                      | 1382 × 1050 × 9640                                                        | 1580                                                                      | 165/175                                                                   | 03,74 l                                                                   | 08V / 29,9 l                                                              | [ 3 ]                                                                     |
| MB 837 Ka-501 | 0808 (1099)                                                               | 2400                                                                      | 1510 × 1050 × 1035                                                        | 1650                                                                      | 170/175                                                                   | 03,97 l                                                                   | 08V / 31,8 l                                                              | [ 3 ]                                                                     |
| MB 838 | 0610 (0830)                                                               | 2400                                                                      | n. v.                                                                     | n. v.                                                                     | n. v.                                                                     | n. v.                                                                     | 10V / n. v.                                                               | [ 7 ]                                                                     |
| MB 838 Ca-500 | 0610 (0830)                                                               | 2200                                                                      | 1552 × 1409 × 9650                                                        | 1920                                                                      | 165/175                                                                   | 3,74 l                                                                    | 10V / 37,4 l                                                              | Leopard 1 (Prototyp)                                                      |
| MB 838 Ca-501 | 0700 (0950)                                                               | 2200                                                                      | 1552 × 1409 × 9650                                                        | 1920                                                                      | 170/175                                                                   | 3,97 l                                                                    | 10V / 39,7 l                                                              | [ 3 ]                                                                     |
| MB 838 CaM-500 | 0610 (0830)                                                               | 2200                                                                      | n. v.                                                                     | 1930                                                                      | 165/175                                                                   | 3,74 l                                                                    | 10V / 37,4 l                                                              | Leopard 1, Gepard, TR-85\|                                                |
| MB 838 Ka-501 | 1030 (1400)                                                               | 2400                                                                      | 1738 × 1850 × 9650                                                        | 1950                                                                      | 170/175                                                                   | 3,97 l                                                                    | 10V / 39,7 l                                                              | [ 3 ]                                                                     |
| MB 871 Ka-501 | 0814 (1100)                                                               | n. v.                                                                     | n. v.                                                                     | n. v.                                                                     | n. v.                                                                     | 3,97 l                                                                    | 08V / 31,8 l                                                              | Keiler                                                                    |
| MB 871 Ka-501 | 0880 (1200)                                                               | 2600                                                                      | 1350 × 1955 × 1085                                                        | 1700                                                                      | 170/175                                                                   | 3,97 l                                                                    | 08V / 31,8 l                                                              | [ 8 ]                                                                     |
| MB 871 Ka-502 | 0882 (1200)                                                               | 2600                                                                      | 1349 × 1955 × 1085                                                        | 1700                                                                      | 170/175                                                                   | 3,97 l                                                                    | 08V / 31,7 l                                                              |                                                                           |
| MB 873 Ka-501 | 1100 (1500)                                                               | 2600                                                                      | 1801 × 1975 × 1030                                                        | 2200                                                                      | 170/175                                                                   | 3,97 l                                                                    | 12V / 47,6 l                                                              | [ 8 ]                                                                     |
| MB 873 Ka-501 | 1325 (1800)                                                               | 2600                                                                      | 1800 × 1975 × 1060                                                        | 2200                                                                      | 170/175                                                                   | 3,97 l                                                                    | 12V / 47,6 l                                                              |                                                                           |
| MT 881 Ka-500 | 0735 (1000)                                                               | 2700                                                                      | 1108 × 972 × 7420                                                         | 1400                                                                      | 144/140                                                                   | 2,28 l                                                                    | 08V / 18,2 l                                                              |                                                                           |
| MT 881 Ka-501 | 0735 (1000)                                                               | 2700                                                                      | 1108 × 972 × 742                                                          | 1400                                                                      | 144/140                                                                   | 2,28 l                                                                    | 08V / 18,2 l                                                              |                                                                           |
| MT 881 Ka-501 CRI | 0800 (1090)                                                               | 3000                                                                      | 1108 × 972 × 742                                                          | 1400                                                                      | 144/140                                                                   | 2,28 l                                                                    | 08V / 18,2 l                                                              |                                                                           |
| MT 881 Ka-501 CRI | 0880 (1200)                                                               | 3000                                                                      | 1108 × 972 × 742                                                          | 1400                                                                      | 144/140                                                                   | 2,28 l                                                                    | 08V / 18,2 l                                                              |                                                                           |
| MT 883 Ka-500 | 1100 (1500)                                                               | 2700                                                                      | 1488 × 972 × 7420                                                         | 1800                                                                      | 144/140                                                                   | 2,28 l                                                                    | 12V / 27,4 l                                                              | [ 9 ]                                                                     |
| MT 883 Ka-500 CRI | 1100 (1500)                                                               | 2700                                                                      | 1488 × 972 × 742                                                          | 1800                                                                      | 144/140                                                                   | 2,28 l                                                                    | 12V / 27,4 l                                                              | [ 10 ]                                                                    |
| MT 883 Ka-501 | 1100 (1500)                                                               | 2700                                                                      | 1488 × 972 × 742                                                          | 1800                                                                      | 144/140                                                                   | 2,28 l                                                                    | 12V / 27,4 l                                                              |                                                                           |
| MT 883 Ka-501 CRI | 1200 (1630)                                                               | 3000                                                                      | 1488 × 972 × 742                                                          | 1800                                                                      | 144/140                                                                   | 2,28 l                                                                    | 12V / 27,4 l                                                              |                                                                           |
| MT 883 Ka-524 | 2016 (2740)                                                               | 3300                                                                      | 1885 × 1060 × 1320                                                        | 2725                                                                      | 144/140                                                                   | 2,28 l                                                                    | 12V / 27,4 l                                                              | AAAV                                                                      |
| MT 892 Ka-501 | 0800 (1090)                                                               | 4250                                                                      | 1090 × 700 × 686                                                          | 980                                                                       | 115/107                                                                   | 1,11 l                                                                    | 10V / 11,1 l                                                              |                                                                           |
| 8V183 | n.v.                                                                      | n.v.                                                                      | n.v.                                                                      | n.v.                                                                      | 128/142                                                                   | 1,83 l                                                                    | 08V / 14,6 l                                                              | Pizarro (1. Baulos)                                                       |
| 6V199 TE20 | 0260 (0354)                                                               | 1700–2200                                                                 | n.v.                                                                      | n.v.                                                                      | 130/150                                                                   | 1,99 l                                                                    | 06V / 11,9 l                                                              | M113AS4                                                                   |
| 6V199 TE20 | 0335 (0456)                                                               | 1550–1900                                                                 | n.v.                                                                      | n.v.                                                                      | 130/150                                                                   | 1,99 l                                                                    | 06V / 11,9 l                                                              | Fuchs 2                                                                   |
| 6V199 TE21 | 0430 (0585)                                                               | 2300                                                                      | 1097 × 950 × 953                                                          | n.v.                                                                      | 130/150                                                                   | 1,99 l                                                                    | 06V / 11,9 l                                                              | Piranha V                                                                 |
| 8V199 TE20 | 0530 (0721)                                                               | 2300                                                                      | n.v.                                                                      | n.v.                                                                      | 130/150                                                                   | 1,99 l                                                                    | 08V / 15,9 l                                                              | Boxer, BWP Borsuk, WPB Anders                                             |
| 8V199 TE21 | 0600 (0816)                                                               | 2300                                                                      | 1179 × 1067 × 965                                                         | 1272                                                                      | 130/150                                                                   | 1,99 l                                                                    | 08V / 15,9 l                                                              | Ajax, FRES, M10 Booker                                                    |
| 8V199 TE22 | 0530 (0721)                                                               | 2300                                                                      | n.v.                                                                      | n.v.                                                                      | 130/150                                                                   | 1,99 l                                                                    | 08V / 15,9 l                                                              | Ascod                                                                     |
| 8V199 TE23 | 0800 (1088)                                                               | 2300                                                                      | n.v.                                                                      | n.v.                                                                      | 130/150                                                                   | 1,99 l                                                                    | 08V / 15,9 l                                                              | Leopard 1 (Repower)                                                       |
| 10V199 | 1100 (1496)                                                               | n.v.                                                                      | n.v.                                                                      | n.v.                                                                      | 130/150                                                                   | 1,99 l                                                                    | 10V / 19,9 l                                                              | Leopard 2 (Repower) ab 2026                                               |
| Testumgebung: Ansauglufttemperatur: 25 °C, Ladelufttemperatur: 60 °C, Meter über Normalhöhennull: 100 m, Blockierte Leistung max. nach ISO 1585. Anmerkung: n. v. = Daten derzeit nicht verfügbar. kW/PS-Angaben gerundet. |                                                                           |                                                                           |                                                                           |                                                                           |                                                                           |                                                                           |                                                                           |                                                                           |